# Pleurostylia serrulata
Pleurostylia serrulata är en benvedsväxtart som beskrevs av Ludwig Eduard Theodor Loesener. Pleurostylia serrulata ingår i släktet Pleurostylia och familjen Celastraceae. Inga underarter finns listade.